# Odjazd (album)
Odjazd – dziesiąty album Renaty Przemyk, wydany 13 listopada 2009 nakładem  wydawnictwa QL Music.
Pierwszy krążek jest krążkiem studyjnym, drugi w całości nagrany w domowym studio Renaty Przemyk.
Piosenki, które znalazły się na tej płycie napisane zostały z myślą o spektaklu pod tym samym tytułem.
Album uzyskał status złotej płyty.
W lutym 2010 roku wydawnictwo uzyskało nominację do nagrody polskiego przemysłu fonograficznego Fryderyka w kategorii: Album roku piosenka poetycka.

## Lista utworów
Odjazd "Normalny"
| Pozycja | Tytuł                  | Długość |
| ------- | ---------------------- | ------- |
| 1       | Odjazd                 | 4:00    |
| 2       | To że jesteś           | 3:36    |
| 3       | I człowiek i mebel     | 3:04    |
| 4       | Niech mnie ktoś obudzi | 3:01    |
| 5       | Polska biel            | 3:34    |
| 6       | Ile kosztuje miłość    | 3:32    |
| 7       | Jak tu wybaczać        | 3:20    |
| 8       | Małe niebo             | 3:29    |
| 9       | Zamalowana twarz       | 3:12    |
| 10      | Póki świeci słońce     | 3:33    |
| 11      | Słony żal              | 3:39    |

Odjazd "Demo"
| Pozycja | Tytuł                  | Długość |
| ------- | ---------------------- | ------- |
| 1       | Profan                 | 3:39    |
| 2       | Niech mnie ktoś obudzi | 2:54    |
| 3       | Musisz wiedzieć        | 3:19    |
| 4       | Odjazd                 | 3:20    |
| 5       | Jak tu wybaczać        | 3:17    |
| 6       | I człowiek i mebel     | 3:07    |
| 7       | Słony żal              | 3:00    |
| 8       | Póki świeci słońce     | 2:49    |
| 9       | Zamalowana twarz       | 2:44    |
| 10      | Małe niebo             | 3:17    |
| 11      | Ile kosztuje miłość    | 2:52    |
| 12      | To że jesteś           | 3:08    |
| 13      | Zamiast ciszy          | 2:52    |

## Twórcy
- teksty – Anna Saraniecka
- muzyka – Renata Przemyk
- produkcja – Sebastian Bernatowicz
- współprodukcja – Leszek Łuszcz, Renata Przemyk
- realizacja, miksowanie – Leszek Łuszcz
- mastering – Marcin Bors
- manager – Anna Saraniecka
- road manager – Karina Zawada
- zdjęcia – Elżbieta Schonfeld
- projekt graficzny – Łucja Ondrusz

## Pozycje na listach
| Lista | Kraj   | Pozycja |
| ----- | ------ | ------- |
| OLiS  | Polska | 19      |